# Баланово (Росія)
Бала́ново (рос. Баланово, чув. Паланкасси) — присілок у складі Козловського району Чувашії, Росія. Входить до складу Карачевського сільського поселення.
Населення — 71 особа (2010; 87 у 2002).
Національний склад:
- чуваші — 99 %